# Les Enquêtes de Cormoran Strike
Pour le personnage, voir Cormoran Strike.
Les Enquêtes de Cormoran Strike, (ou Cormoran Strike) est une série littéraire policière écrite par Robert Galbraith (deuxième nom de plume de J. K. Rowling). La série se compose de sept romans publiés entre 2013 et 2023 aux éditions Little, Brown and Company (Grasset en France).
La série suit les enquêtes menées à Londres par le détective privé Cormoran Strike et sa jeune secrétaire et associée Robin Ellacott.

## Série

### L'Appel du Coucou
Le roman est publié en anglais chez Sphere Books en avril 2013. Traduit en français par François Rosso, il est publié le 6 novembre 2013 chez Grasset.
Dans cette intrigue, une célèbre femme mannequin est retrouvée morte au pied de son immeuble et semble avoir sauté de son balcon. Le suicide devient rapidement une évidence aux yeux de la police et de la presse. Affaire classée... Mais John Bristow, le frère de la défunte, est persuadé qu'il s'agit d'un meurtre. Pour en obtenir les preuves, il fait appel à Cormoran Strike, un ancien soldat de la guerre d'Afghanistan et désormais un détective privé ruiné.

### Le Ver à soie
Le roman est publié chez Sphere Books en juin 2014. Il est traduit en français — à partir de cet opus et pour tous les suivants — par Florianne Vidal, et publié le 15 octobre 2014 chez Grasset.
Dans cette intrigue, le corps d'un écrivain est retrouvé dans un atelier d'artiste. L'épouse du défunt est accusée du meurtre par la police londonienne, mais Strike et Robin sont convaincus de l'innocence de cette dernière et vont tout mettre en œuvre pour le prouver.

### La Carrière du mal
Le roman est publié chez Sphere Books en octobre 2015 et le 30 mars 2016 chez Grasset.
Dans cette intrigue, Robin reçoit un paquet contenant une jambe sectionnée accompagnée d'un texte extrait d'une chanson du groupe Blue Öyster Cult. Robin est traquée par le mystérieux expéditeur de la jambe et Strike fait son possible pour éloigner sa secrétaire du danger.

### Blanc mortel
L'écriture du quatrième roman s'est terminée en mars 2018. Il est publié en Grande-Bretagne en septembre 2018 puis en français le 10 avril 2019,.
Pour cette enquête, Cormoran et Robin enquêtent dans le milieu de la politique anglaise. Ils sont engagés par un ministre.

### Sang trouble
Le cinquième roman est publié en Grande-Bretagne en septembre 2020 puis en français le 16 février 2022.
Cormoran Strike est en visite dans sa famille en Cornouailles quand une inconnue l’approche pour lui demander de l’aide. Elle aimerait retrouver sa mère, Margot Bamborough, disparue dans des circonstances jamais éclaircies en 1974.
Strike n’a encore jamais travaillé sur une affaire classée, et en l’occurrence, 40 ans se sont écoulés depuis les faits. Intrigué, il accepte, malgré le peu de chances de résoudre l’affaire.

### Sang d'encre
Le sixième roman est publié en Grande-Bretagne le 30 août 2022 puis en français le 2 mai 2024.
Dans cette nouvelle enquête, les détectives Cormoran Strike et sa partenaire Robin Ellacott doivent élucider la mort d’une créatrice d'un dessin animé populaire Edie Ledwell. Elle était traquée par une mystérieuse personne répondant sur les réseaux au pseudonyme d’Anomie.

### The Running Grave
Le septième roman, intitulé The Running Grave en anglais, est publié en Grande-Bretagne le 26 septembre 2023.

## Autour des romans
Le bureau de Cormoran Strike est situé à Londres dans Denmark Street (en), près de Charing Cross Road.
En avril 2015, le site du Figaro annonce que la série policière comportera sept romans, à l'instar de la série Harry Potter. Cependant, l'information avait déjà été démentie par l'éditeur Little, Brown and Company en février 2014, ainsi que sur le site Potterveille en juillet 2014, où il était annoncé un nombre supérieur à sept tomes.

## Adaptation
Une série télévisée adaptée des romans, C.B. Strike, est réalisée pour BBC One avec Tom Burke dans le rôle du détective Cormoran Strike et Holliday Grainger dans le rôle de Robin.
Quinze épisodes d'environ une heure ont été diffusés. Les trois premiers épisodes, composant l'adaptation du roman L'Appel du Coucou, sont diffusés au Royaume-Uni à partir du 27 août 2017. Deux épisodes sont ensuite réalisés pour Le Ver à soie, deux pour La Carrière du mal, quatre pour Blanc mortel et enfin quatre pour Sang trouble.